# Стаджи, Стаджио
Стаджио Стаджи, или Стаджио из Анконы, настоящее имя Андреа Стефано Андрес (итал. Stagio Stagi, Andrea anconitano, Andrea Stefano Andres; 1496, Пьетрасанта — 1563, Пиза) — итальянский скульптор периода маньеризма. Представитель большой семьи скульпторов из Пьетрасанты в Тоскане.

## Биография
Семья Стаджи была семьёй потомственных скульпторов из Версилии, работавших с конца XV по XVII век. Стаджио родился в Пьетрасанте, провинция Лукка, Тоскана, в семье Лоренцо (1455—1506), также скульптора.
Оставшись сиротой в возрасте около десяти лет из-за смерти отца, он воспитывался матерью Изабеттой Амброзини и дядей Бернардино Стаджи. Начала ремесла скульптора, вероятно, получил у рабочих, оставшихся в мастерской отца. Позднее он смог усовершенствовать свое мастерство у скульптора Донато Бенти, который обосновался в Пьетрасанте с 1507 года.
В 1519 году Стаджи начал сотрудничать с Бартоломе Ордонезом (Bartolomé Ordóñez), прибывшим в Каррару из Испании с заказом на множество скульптур, а также познакомился с флорентийцем Пандольфо Фанчелли, с которым поддерживал близкие отношения до его смерти в 1526 году.
В Пьетрасанте Стаджио Стаджи руководил скульптурными работами и изготовил две чаши-лавабо в соборной церкви Сан-Мартино (1522).
В 1523 году он переехал в Пизу, где работал в соборе над статуей алтаря Сан-Бьяджо (совместно с Фанчелли, 1524—1525). В июле 1526 года его товарищ Фанчелли умер от чумы, Стаджио выжил и получил задание завершить начатые им работы. В Кампосанто в Пизе он создал гробницу Филиппо Децио (1536).
С середины 1930-х годов деятельность Стаджи была в основном сосредоточена на создании алтарей вдоль нефов Пизанского собора при некотором сотрудничестве с Бартоломео Амманнати.
В Версилии его имя увековечено в названных в его честь улицах Форте-дей-Марми, Пьетрасанты и в здании Высшей школы искусств Сан-Стаджи.

## Галерея
- Святой Иоанн Креститель. Рельеф фасада собора Пьетросанта
- Надгробие Лоренцо Чибо. 1549. Собор, Масса
- Филиппо Децио. 1536. Кампосанто, Пиза
- Алтарь Сан-Бьяджо (совместно с Пандольфо Фанчелли). 1524—1525. Собор, Пиза
- Лавабо (чаша для святой воды). Пьетросанта, Собор